# Jaroslav Heyrovský
Jaroslav Heyrovský, češki kemik in akademik, nobelovec, * 20. december 1890, Praga, Kraljevina Češka, Avstro-Ogrska (zdaj Češka), † 27. marec 1967, Praga.
Strokovno se je ukvarjal z elektrokemijo. Znan je zlasti kot izumitelj polarografske tehnike za kemijsko analizo, ki temelji na uporabi kapljic živega srebra za elektrode, kar zaobide nekaj težav s trdnimi elektrodami. Za ta prispevek znanosti je leta 1959 prejel Nobelovo nagrado za kemijo.

## Življenjepis
Rodil se je kot peti otrok v družini Leopolda Heyrovskýja, profesorja rimskega prava na Karlovi univerzi v Pragi. Tudi sam je vpisal prvostopenjski študij na isti univerzi in ga tudi končal, a ga je bolj pritegnilo naravoslovje, nakar je prepričal očeta, da ga je poslal študirat na Univerzitetni kolidž v Londonu, kjer je leta 1913 diplomiral. Pod vplivom Fredericka G. Donnana se je usmeril v elektrokemijo in postal njegov demonstrator ter začel raziskovati pod njegovim vodstvom. Donnan ga je seznanil s tehniko tekočih kovinskih elektrod, ki ji je nato posvetil vso kariero.
Želel je ostati v Londonu, a je ravno med obiskom staršev na Češkem izbruhnila prva svetovna vojna, zato se ni mogel vrniti. Namesto tega mu je Jan Stanislav Štěrba-Böhm dal na uporabo laboratorij na Univerzi v Pragi, kjer je lahko nadaljeval z delom. Ob vpoklicu v avstroogrsko vojsko so ga zaradi šibke postave dodelili v vojaško bolnišnico, kar mu je omogočilo pripraviti doktorat na temo elektrokemije aluminija, ki ga je leta 1918 obranil na Filozofski fakulteti v Pragi. Član komisije ga je med zagovorom povabil k sodelovanju pri raziskavah elektrokapilarnosti živega srebra, česar se je lotil ob takrat glavni usmeritvi, elektrokemiji aluminija v skupini Bohuslava Braunerja. Leta 1920 je postal docent fizikalne kemije na praški univerzi, naslednje leto pa je na podlagi objav pridobil še doktorat Univerze v Londonu.
Položaj mu je omogočil posvetiti več pozornosti elektrokapilarnosti, kjer si je domislil meriti tok skozi elektrodo namesto spremljanja pretoka za določitev napetosti ob elektrolizi. To se je izkazalo za ključen preboj in ga prepričalo, da se povsem posveti temi. Vest o odkritju je načrtno razširil v stroki z objavami v najuglednejših zahodnih revijah. Kmalu po tistem je z japonskim sodelavcem Masuzom Šikato razvil samodejno napravo za beleženje krivulj toka in napetosti, ki razkrijejo potencial, pri katerem pride do elektrolize v preučevani raztopini. Poimenovala sta jo polarograf, področje pa polarografija.
Na podlagi raziskovalnih uspehov je leta 1922 prevzel vodenje novega oddelka za fizikalno kemijo, leta 1926 pa je postal tudi redni profesor na svoji univerzi. Aktivnosti oddelka je leta 1939 prekinila nacistična okupacija Češke, a mu je Štěrba-Böhm znova odstopil svoj laboratorij, tako da je lahko nadaljeval z raziskavami tudi med vojno. V tem času je napisal učbenik polarografije, po vojni pa je sledila obnova in Heyrovskýjev oddelek je znova postal center raziskav na tem področju. Zaradi njegove pomembnosti je bil v sklopu Češkoslovaške akademije znanosti leta 1950 ustanovljen polarografski inštitut, Heyrovský pa je postal njegov prvi direktor.
Tehniko so v naslednjih letih s pridom uporabili za preučevanje vrste raztopin elektrolitov, posvečali pa so se tudi značilnosti samih živosrebrovih elektrod. Heyrovský je nadaljeval z delom do leta 1962, ko je resneje zbolel, tako da se je leta 1963 upokojil, kasneje pa se mu je zdravje izboljšalo in se je vračal na inštitut skoraj do smrti. Pokopan je na Višegrajskem pokopališču v Pragi.

### Zasebno življenje
V mladosti se je med drugim aktivneje ukvarjal s športom in z glasbo, slednje kot pianist v študentskem komornem orkestru, a je vsa obstranska zanimanja kasneje skoraj povsem opustil, da se je povsem posvetil raziskovanju. Leta 1926 se je poročil z Marie Kořánovo, par je imel sina in hčer. Oba otroka sta šla po očetovih stopinjah: hči Jitka je postala biokemičarka na inštitutu za živilstvo, sin Michael pa je kot elektrokemik delal na istem inštitutu kot oče.

## Priznanja
Polarografija se je hitro uveljavila tudi v svetovnem merilu in Heyrovský je na račun svojega izuma prejel številna državna in mednarodna priznanja, predvsem po drugi svetovni vojni. Leta 1951 je bil tako prejemnik državne nagrade Češkoslovaške I. reda in leta 1955 ter 1960 odlikovan z redom Republike Češkoslovaške. Leta 1959 je prejel najuglednejše priznanje na svojem področju, Nobelovo nagrado za kemijo.
Sprejet je bil za člana (rednega, tujega ali častnega) več akademskih ustanov, med njimi Češkoslovaške, Madžarske, Nemške, Poljske, Danske in Sovjetske akademije znanosti, Ameriške akademije umetnosti in znanosti ter britanske Kraljeve družbe. Osem univerz mu je podelilo častne doktorate.
Po njem je poimenovan udarni krater Heyrovsky na Luni 39°36′S 95°18′W / 39.6°S 95.3°W.